# Feria de Málaga

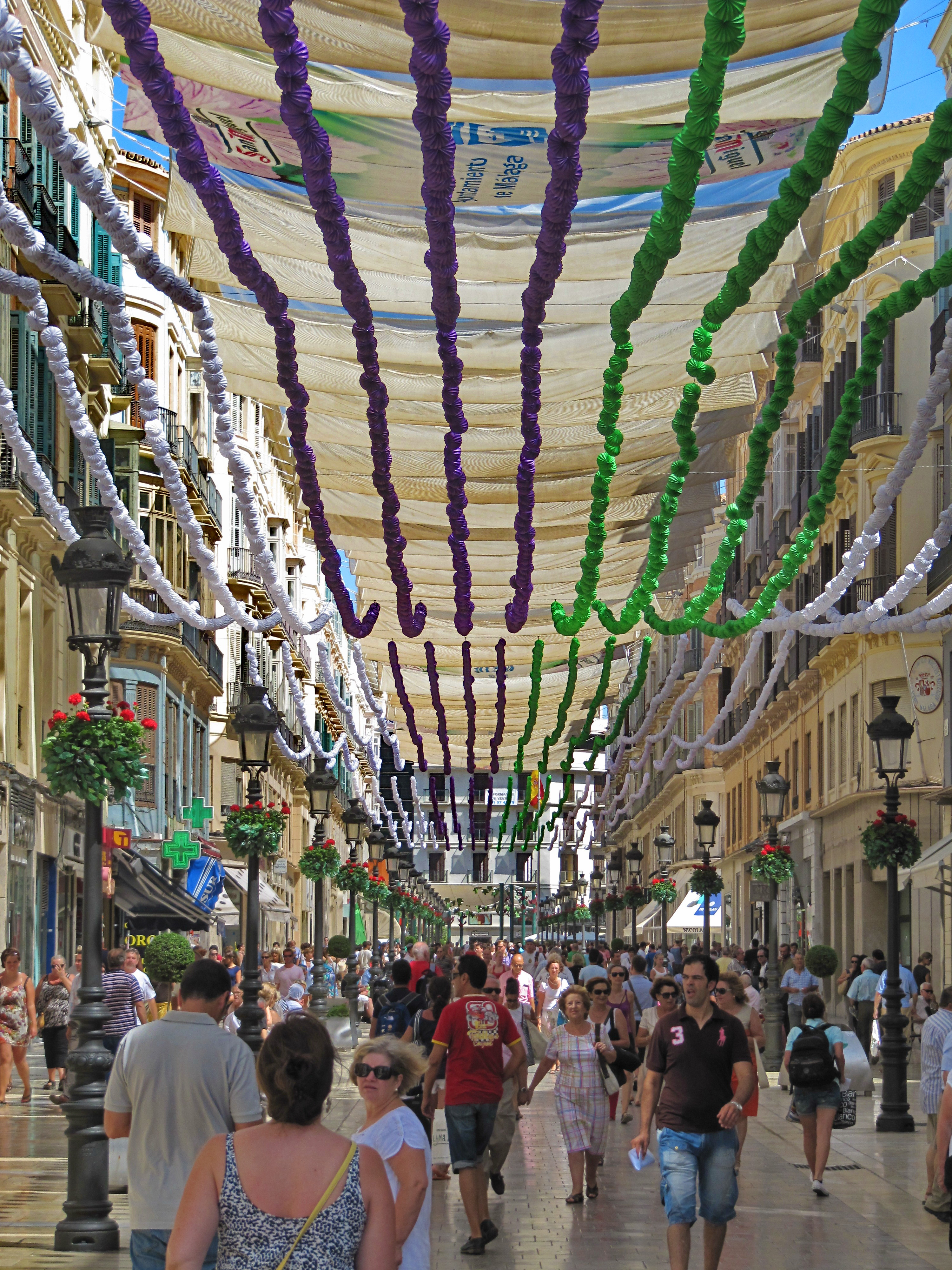
La calle Larios durante la festa

La Feria de Agosto (Festa di agosto), o Feria de Málaga (festa di Malaga), è una festa estiva che si svolge a Malaga per celebrare la presa delle città da parte dei Re cattolici il 19 agosto 1487 e la sua annessione alla Corona di Castiglia.
Dopo la conquista di Malaga, i re di Castiglia donarono alla città un'immagine della Vergine della Vittoria e il neocostituito consiglio comunale decise che, per celebrare la liberazione, si sarebbe svolta annualmente una festa nel giorno dell'Assunzione. La prima festa si tenne infatti il 15 agosto 1491 ma già dall'anno successivo si decise di spostarla al 19 agosto.

## Attività
- Feria de dia. Durante il giorno si organizzano spettacoli per bambini, balli, parate e verdiales.
- Los Toros. Durante il pomeriggio ne La Malagueta si svolgono le corride.
- Feria de noche. Nel Real del Cortijo de Torres vengono poste le casetas, piccole casette, ognuna con diverse attrazioni.